# Brașov Challenger 2005
Il Brașov Challenger 2005 è stato un torneo di tennis facente parte della categoria ATP Challenger Series nell'ambito dell'ATP Challenger Series 2005. Il torneo si è giocato a Brașov in Romania dal 5 all'11 settembre 2005 su campi in terra rossa.

## Vincitori

### Singolare
Daniel Elsner ha battuto in finale  Daniel Gimeno Traver con il punteggio di 7–5, 6–2

### Doppio
Ionuț Moldovan /  Gabriel Moraru hanno battuto in finale  Melvyn Op Der Heijde /  Dennis van Scheppingen con il punteggio di 6–1, 6–4